# Megami Ibunroku Persona: Ikū no Tō-hen
Megami Ibunroku Persona: Ikū no Tō-hen (яп. 女神異聞録ペルソナ 異空の塔編, кириліз.: Меґамі Ібунроку Перусона: Іку но То хен, досл. «Альтернативна казка про богиню: Персона — Глава “Потойбічна вежа”») — японська рольова відеогра, розроблена та видана компанією Bbmf у 2006 році. Вона є спінофом гри Revelations: Persona (1996) та належить до серії Persona, яка своєю чергою є частиною великої франшизи Megami Tensei. Гра вперше вийшла у грудні 2006 року для японських кнопкових мобільних телефонів, а у вересні 2023 року була перевидана компанією G-Mode в рамках лінійки G-Mode Archives+ для Nintendo Switch та Windows.
Гра отримала позитивні відгуки за створення загадкової атмосфери та високу реіграбельність, забезпечену випадково згенерованим підземеллям. Ikū no Tō-hen також відзначили як цікавий експеримент з розширення світу Persona, який вдало інтегрував нові механіки у знайому структуру першої гри.

## Ігровий процес
Ikū no Tō-hen використовує перспективу від першої особи, подібно до Revelations: Persona. Гравець досліджує випадково згенероване підземелля, яке змінює структуру кожного разу, коли його відвідують. Основна мета — знайти вихід з підземелля, водночас борючись із демонічними супротивниками. Бої відбуваються у покроковому режимі з використанням зброї та навичок Персон. Якщо команда гравця програє, усі здобуті предмети та гроші втрачаються.
Окрім бою, гравець може перемовлятися з демонами для отримання магічних карт. Злиття кількох таких карт дозволяє створювати нових Персон, які відкривають доступ до нових навичок у бою. Удосконалення команди також досягається шляхом оснащення персонажів зброєю та бронею, які можна покращувати у кузні, використовуючи дорогоцінне каміння, знайдене у підземеллі.

## Сетинг
Події Ikū no Tō-hen розгортаються під час основного сюжету Revelations: Persona. Головні герої — учні старшої школи Сент-Гермелін у місті Мікаґе, які здатні викликати Персон — втілення прихованих аспектів їхньої особистості. Сюжет починається після битви героїв у будівлі корпорації SEBEC, коли вийшов з-під контролю DEVA-система переносить їх у простір між світами, населений демонами. У цьому вимірі гравці зустрічають Ігоря, хранителя Оксамитової кімнати, який доручає їм піднятися вежами, що ведуть назад до їхнього світу.

## Розробка
Гра була розроблена Bbmf як побічна історія до Revelations: Persona, з поверненням більшості ігрових механік та додаванням нових. Серед інновацій — випадково згенероване підземелля, що забезпечує високу реіграбельність, і втрата гравцем усіх грошей та предметів після поразки, що посилює напругу під час гри. Метою було зробити Ikū no Tō-hen цікавою для гравців, які вже проходили оригінальну гру.
Гра вийшла в Японії 1 грудня 2006 року для мобільних телефонів, одночасно з портом Digital Devil Story: Megami Tensei II та грою Stella Deus: Raven Spirits для тієї ж платформи. Ikū no Tō-hen стала першою великою рольовою грою, випущеною через мобільний дистриб’ютор Megaten Alpha.
Після багаторічної відсутності у продажу, гру перевидала компанія G-Mode у рамках серії G-Mode Archives+ для Nintendo Switch (14 вересня 2023) та Windows (19 вересня 2023). Це перевидання зберегло оригінальну графіку, ігролад і пропорції екрана, що відповідають версії для кнопкових телефонів. Ніяких додаткових мовних опцій не додано: реліз залишається японськомовним, як і інші ігри цієї серії. Видання Siliconera вважає, що гра залишиться доступною лише японською, але висловило надію, що ПК-версія може сприяти створенню англійського фанатського перекладу.

## Сприйняття
Ikū no Tō-hen була позитивно сприйнята критиками та фанатами. Видання Dengeki Online назвало її відмінною рольовою грою, а Famitsu похвалило гру за цікаве оновлення персонажів, високу реіграбельність завдяки рандомізованим підземеллям і зазначило, що це гра, яку шанувальники Megami Tensei не повинні пропустити.
Портал Inside Games відзначив похмуру й загадкову атмосферу гри, яка нагадує серію Shin Megami Tensei більше, ніж пізніші ігри Persona. У ретроспективі Ikū no Tō-hen була охарактеризована як ностальгічна RPG, а портал Mynavi News відзначив позитивну реакцію гравців на перевидання від G-Mode.